# Estación El Palomar
El Palomar es una estación ferroviaria ubicada en la localidad homónima, entre los partidos de Morón y Tres de Febrero, Provincia de Buenos Aires, Argentina.

## Servicios
Es un centro de transferencia que corresponde a la Línea San Martín de los ferrocarriles metropolitanos de Buenos Aires que conecta las terminales Retiro, José C. Paz, Pilar y Domingo Cabred. La estación sirve como punto de conexión con el aeropuerto El Palomar, ubicado a pocos metros de allí.

## Ubicación
La estación se encuentra dentro de los límites del partido de Morón y el partido de Tres de Febrero.
Se halla en inmediaciones del Colegio Militar de la Nación y el Aeropuerto El Palomar.
Se ubica sobre la Ruta Provincial 201.

## Combinaciones
En los alrededores de la estación se encuentran numerosas paradas de  colectivos, siendo las más importantes, las líneas 53, 123, 182, 252, 320, 326 y 634.

## Historia
La estación fue inaugurada en 1908 siendo una de las primeras de la línea, que por ese entonces pertenecía a la compañía Ferrocarril Buenos Aires al Pacífico.
A partir de mediados de 2014 se comenzó con la obra de elevación de andenes por la renovación completa de las formaciones de la Línea San Martín. En 2015 se terminó de remodelar toda la estación, de ambos andenes, cambiando el color de anaranjado y verde a gris y celeste. También se renovó toda la luminaria, poniendo faroles LED para un mayor ahorro de energía.

## Imágenes

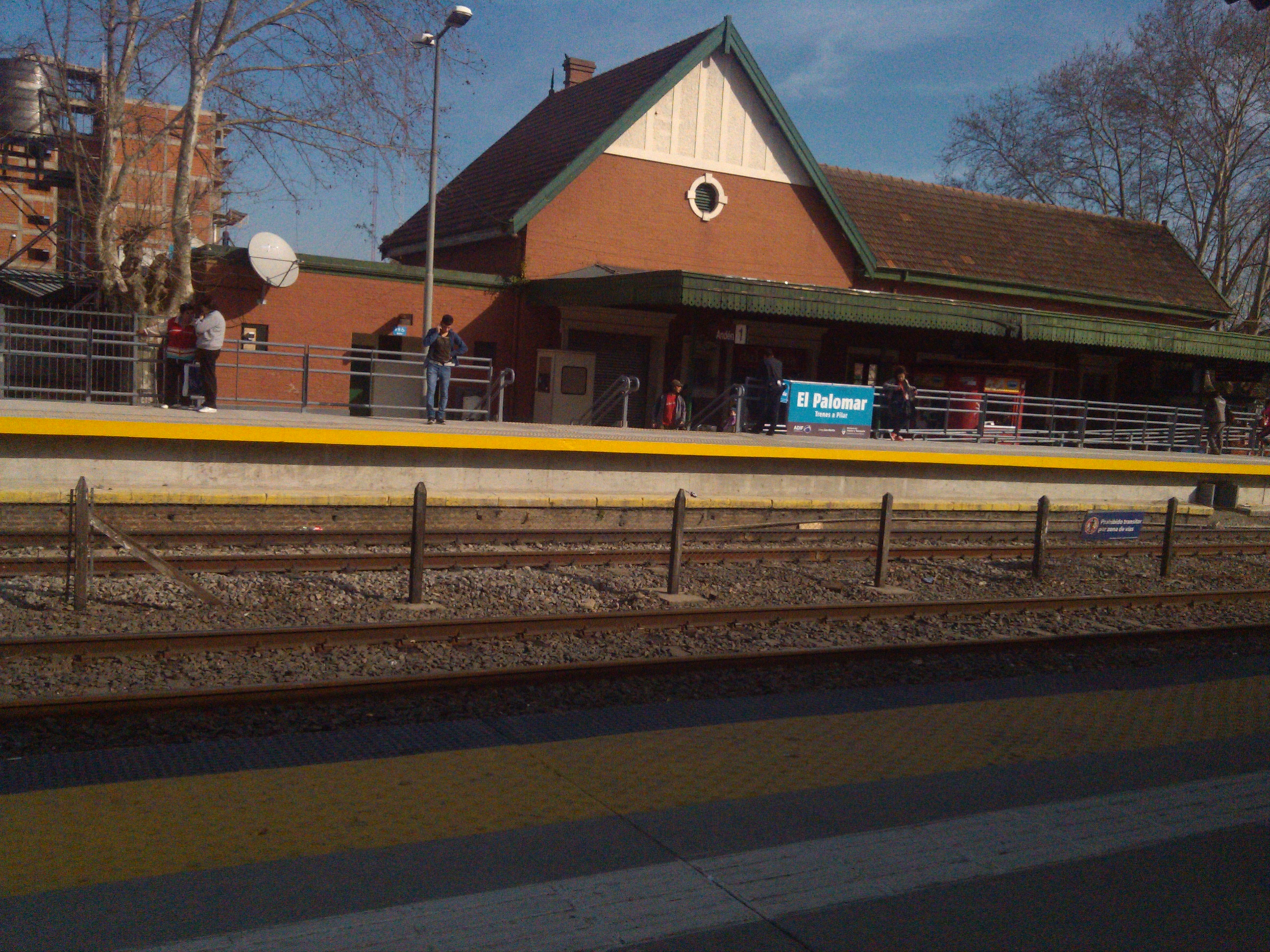
Estación El Palomar con los andenes elevados.
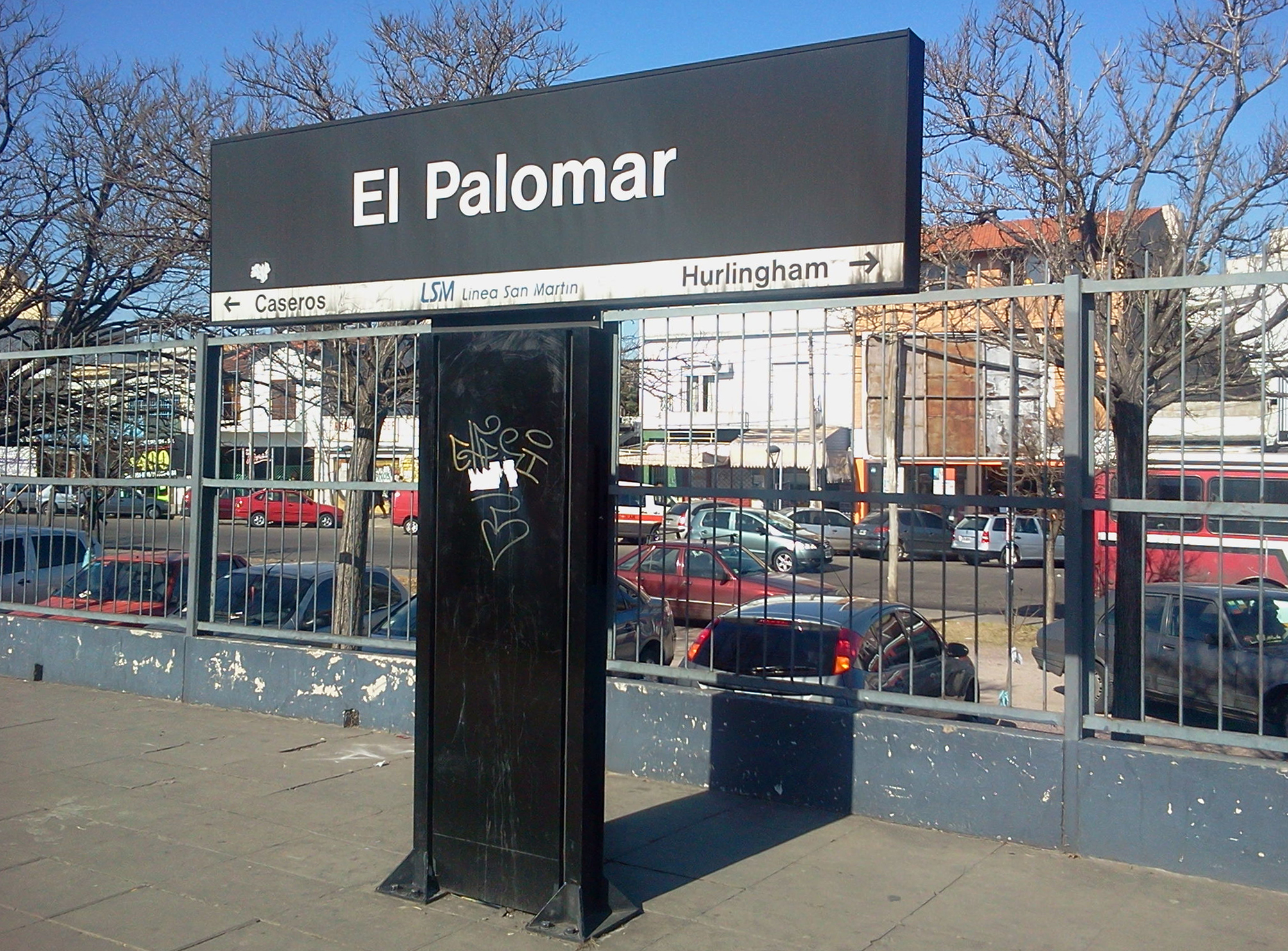
Nomenclador de la estación.
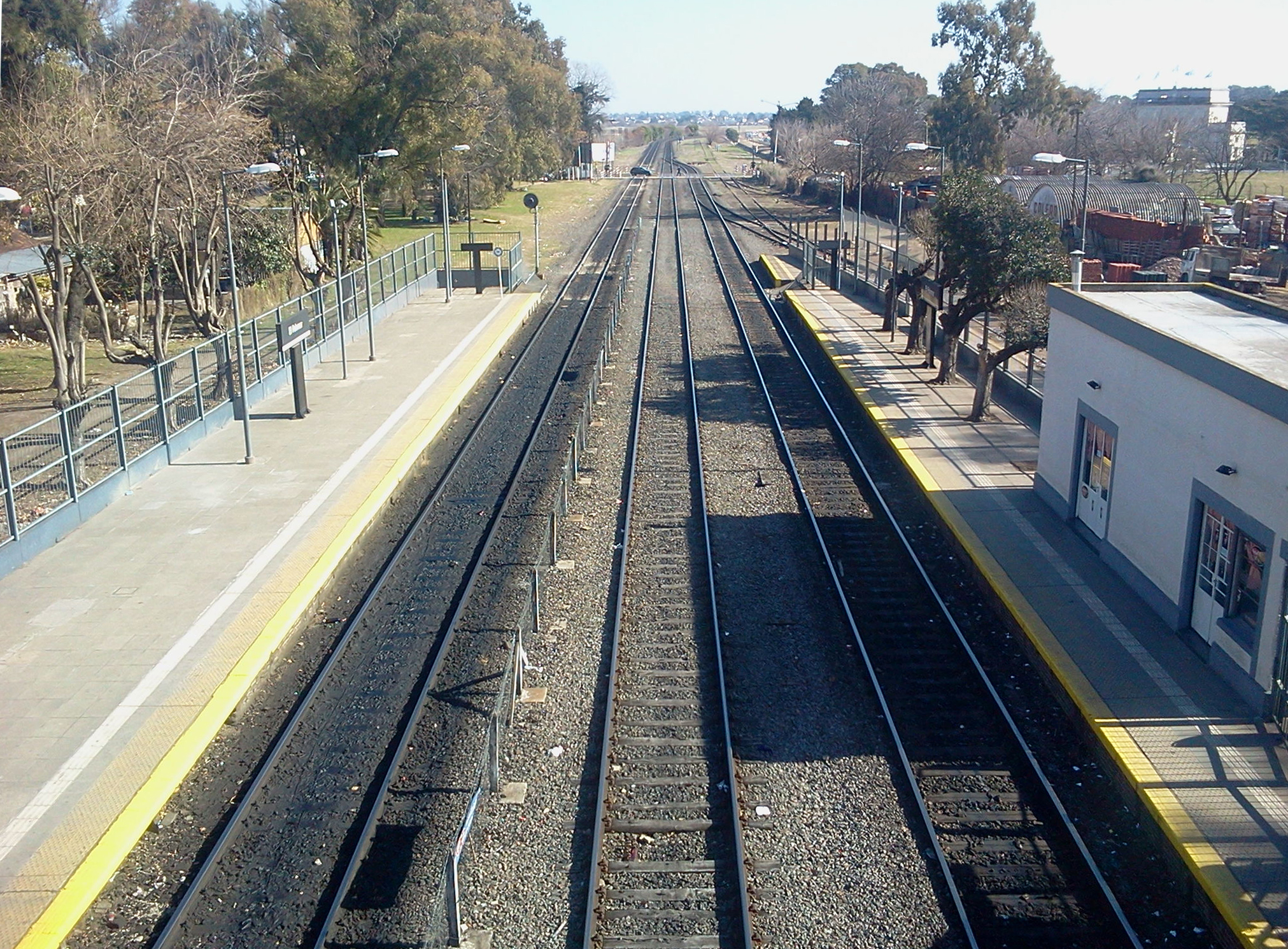
Vista general de los antiguos andenes a Pilar.
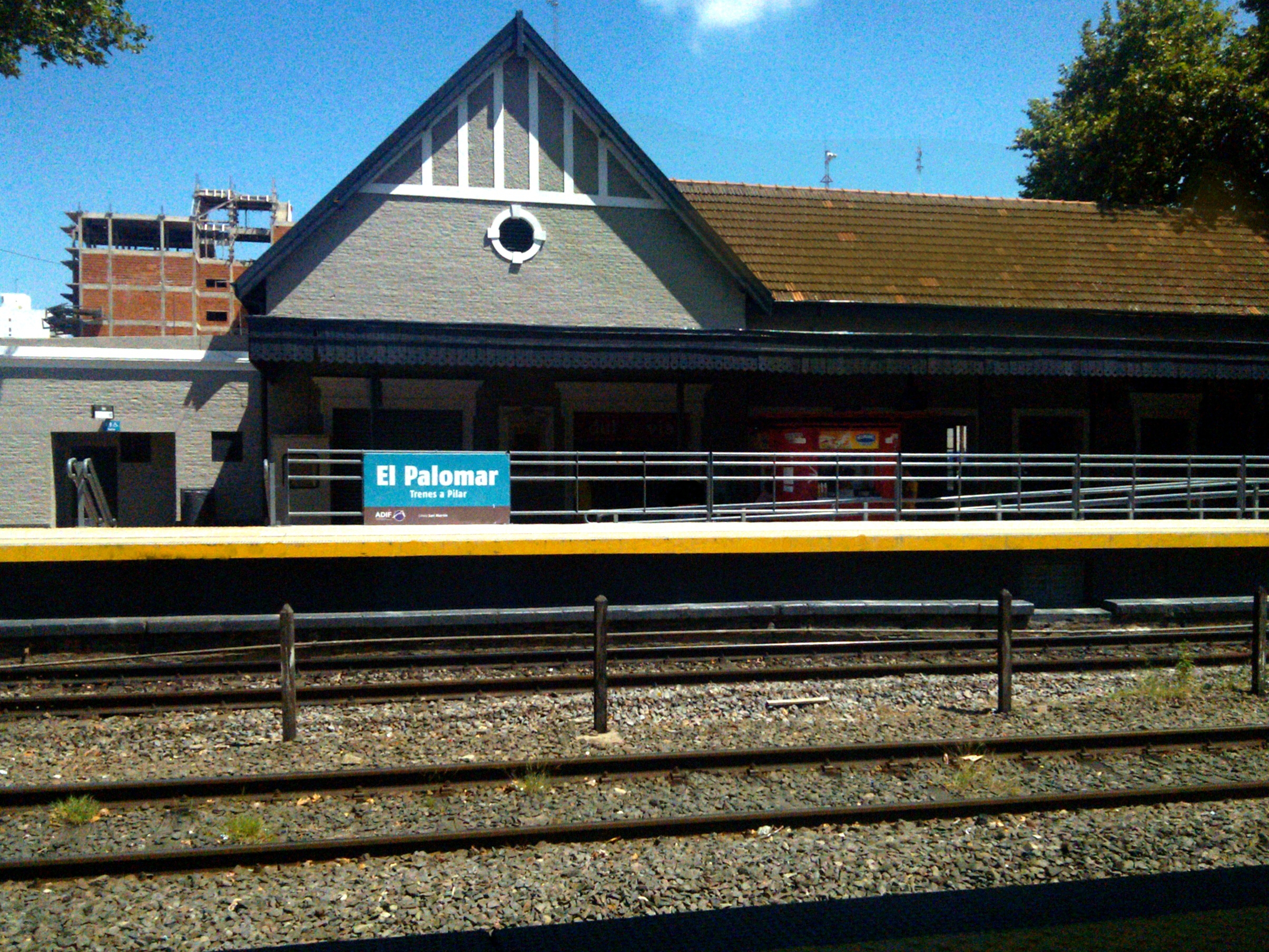
Estación El Palomar renovada.
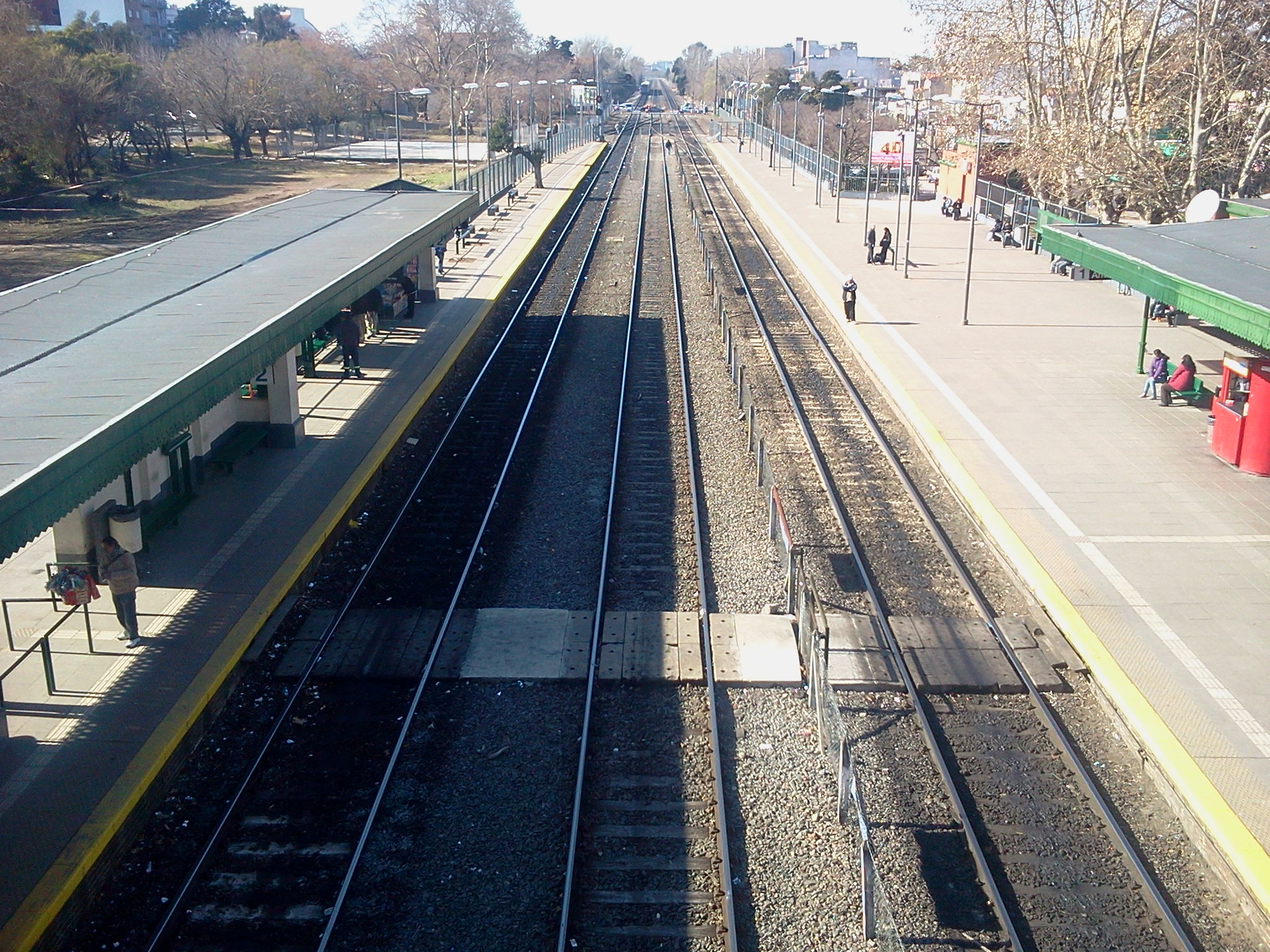
Vista general de los antiguos andenes a Retiro LSM.